# Teresa Majem Jordi
Teresa Majem Jordi (Barcelona, 1935-2004) va dedicar la seva vida professional a la millora de l'educació i el benestar de la primera infància, amb la implantació de programes de suport a la infància, la família i la dona, en situació de risc d'exclusió social.
Als vint-i-nou anys ja tenia sis criatures, i l'any 1973 va començar a treballar com a educadora d'escola bressol a diversos centres de Barcelona. Entre 1988 i 1991 va compaginar el treball a l'escola amb l'obtenció de la titulació de mestra en l'especialitat d'educació infantil.
Posteriorment, va col·laborar de manera destacada a l'Associació de Mestres Rosa Sensat en la formació permanent de mestres i en el consell de la revista Infància, també hi va continuar la seva pròpia formació. L'any 1992 es va incorporar a l'equip del Projecte Context Infància com a responsable dels diferents programes «Ja tenim un fill», d'orientació i acompanyament a mares i pares de nadons, que l'Institut Municipal d'Educació de Barcelona havia posat en marxa i que ella ja havia impulsat al barri de Canyelles.
A partir de 1996, amb el nom de «Ja som mares!», va iniciar un programa similar a l'Ajuntament de Cornellà de Llobregat. Innovadora en les tècniques d'educació de la primera infància, va escriure nombrosos llibres i articles, i va participar en l'elaboració de diversos documents audiovisuals.

## Altres pioneres del treball social
- Anna Maria Llatas d'Agustí
- Rosa Roca Soriano
- Nati Mir Rocafort